# Ivan Stević
Ivan Stević (né le 12 mars 1980 à Belgrade, Yougoslavie) est un coureur cycliste serbe.

## Biographie
Il passe professionnel en 2005 dans l'équipe Aerospace Engeenering, avant de rejoindre Toyota-United en 2006.
Il participe aux jeux olympiques de 2004 pour la Serbie-et-Monténégro. Le 1er juillet 2007, il se qualifie aux Jeux olympiques de Pékin en 2008 en remportant le Championnat du monde "B" en Afrique du Sud. L'année suivante, il participe donc aux JO pour la Serbie.
Avant de courir aux États-Unis, il a couru en tant qu'amateur en Italie entre 2000 et 2005, remportant 20 victoires pour les équipes Aran Cucine-Cantina Tollo et Zilio.
En 2008, il reçoit dans le cadre de l'affaire Oil for Drugs une suspension à vie prononcée par le Comité olympique national italien, pour avoir distribué et vendu des produits dopants. Il fait appel de cette sanction.
En 2010, il court pour l'équipe Partizan Srbija, renommée Partizan Powermove en 2011.
En 2015, il remporte la cinquième étape du Tour de Bulgarie avec son équipe nationale.

## Palmarès
- 1999
  - 3e du championnat de Yougoslavie du contre-la-montre
- 2001
  -  Champion de Yougoslavie sur route espoirs
  - 2e du championnat de Yougoslavie sur route
  - 3e du Circuito Valle del Resco
- 2002
  -  Champion de Yougoslavie sur route espoirs
  - Trophée Mario Zanchi
  - 2e du championnat de Yougoslavie du contre-la-montre
  - 3e du championnat de Yougoslavie sur route
- 2003
  -  Champion de Serbie-et-Monténégro sur route
  - Giro del Basso Nera
  - Circuito Città di Avellino
  - Coppa Messapica
  - 2e du championnat de Serbie-et-Monténégro du contre-la-montre
  -  Médaillé d'argent au championnat du monde sur route élite "B"
- 2004
  - Gran Premio San Basso
  - La Ciociarissima
  - 2e étape du Tour de la province de Cosenza
  - Coppa Papà Espedito
  - 2e du Trofeo Gruppo Meccaniche Luciani
  - 3e du Grand Prix de la ville de Montegranaro
  - 3e du Trophée international Bastianelli
- 2005
  -  Champion de Serbie-et-Monténégro sur route
  - 6e étape du Tour de Serbie
  - 5e étape des Paths of King Nikola
  - 2e étape de la Sea Otter Classic
  - Prologue, 1re et 2e étapes du Tour de Bisbee
  - Classement général de la Tobago Cycling Classic
  - Classement général du Bermuda GP
  - 2e du Tour of the Gila
  - 2e du Tour de Bisbee
  - 3e de la Clarendon Cup
- 2006
  -  Champion de Serbie sur route
  - 5e étape du Nature Valley Grand Prix
  - 2e de la Joe Martin Stage Race
- 2007
  -  Champion du monde sur route élite "B"
  - 2e étape du Tour de Géorgie
  - Nature Valley Grand Prix :
    - Classement général
    - 1re étape

  - 2e de la Joe Martin Stage Race
  - 2e de la Clarendon Cup
- 2008
  - 2e et 3e étapes du Tulsa Tough
  - 2e du Tour de Hongrie
  - 3e du Nature Valley Grand Prix
  - 3e du Grand Prix Betonexpressz 2000
  - 3e du Grand Prix P-Nívó
- 2009
  -  Champion des Balkans sur route
  -  Champion de Serbie sur route
- 2010
  -  Champion de Serbie du critérium
  - 9e étape du Tour de Bulgarie
  - 4e étape du Tour du lac Qinghai
- 2011
  - Mayor Cup
  - Tour de Serbie :
    - Classement général
    - 7e étape

  - 2e du Tour of Vojvodina I
  - 2e des Cinq anneaux de Moscou
- 2012
  -  Champion de Serbie du contre-la-montre
  - Classement général du Grand Prix de Sotchi
  - 1re étape des Cinq anneaux de Moscou
  - 2e des Cinq anneaux de Moscou
  - 3e du Grand Prix de Moscou
- 2013
  -  Champion de Serbie sur route
  - Classement général du Tour de Serbie
  -  Médaillé d'argent au championnat des Balkans sur route
  - 3e du Tour de Roumanie
- 2014
  - Banja Luka-Belgrade II
  - 1re étape du Tour du lac Poyang
  - 2e du championnat de Serbie sur route
  - 2e du championnat de Serbie du contre-la-montre
  - 2e du Tour of Vojvodina II
- 2015
  -  Champion des Balkans sur route
  -  Champion de Serbie sur route
  - 5e étape du Tour de Bulgarie
  - Tour of Vojvodina
  - 3e de Belgrade-Banja Luka II

## Classements mondiaux
| Année            | 2005 | 2006 | 2007 | 2008 | 2009 | 2010 | 2011 | 2012 | 2013 | 2014 | 2015 | 2016 |
| ---------------- | ---- | ---- | ---- | ---- | ---- | ---- | ---- | ---- | ---- | ---- | ---- | ---- |
| UCI America Tour | 52e  |      | 140e | 446e |      |      |      |      |      |      |      | 463e |
| UCI Asia Tour    |      |      |      |      |      |      |      | 295e |      |      |      |      |
| UCI Europe Tour  | 253e |      |      | 496e | 276e | 528e | 45e  | 78e  | 61e  | 160e | 160e |      |